# Łukasz Chełmicki
Łukasz Chełmicki herbu Nałęcz – sędzia ziemski dobrzyński w latach 1633–1643, pisarz ziemski dobrzyński w latach 1631–1633, podsędek dobrzyński w 1624 roku. 
Syn Macieja, chorążego i sędziego ziemi dobrzyńskiej.
Poseł na sejm 1631 roku. Jako poseł ziemi dobrzyńskiej na sejm elekcyjny 1632 roku wszedł w skład komisji korektury prawa koronnego.